# Tadeusz Przybylski (działacz państwowy)
Tadeusz Przybylski (ur. 7 września 1932 w Poznaniu, zm. 8 października 1985) – polski działacz partyjny i państwowy, hutnik, w latach 1971–1976 przewodniczący Prezydium Miejskiej Rady Narodowej i prezydent Bytomia.

## Życiorys
Syn Teodora i Teresy. W 1956 wstąpił do Polskiej Zjednoczonej Partii Robotniczej. Zatrudniony w bytomskiej Hucie Zygmunt, od 1960 sekretarz, a od 1961 do 1969 I sekretarz Komitetu Zakładowego PZPR w miejscu pracy. W latach 1969–1971 sekretarz ds. ekonomicznych Komitetu Miejskiego PZPR w Bytomiu, był członkiem jego plenum i egzekutywy. W 1971 objął stanowisko przewodniczącego Prezydium Miejskiej Rady Narodowej w Bytomiu, które w grudniu 1973 zostało przekształcone w funkcję prezydenta miasta. Zajmował je do 1976, kiedy zastąpił go Paweł Spyra.
Został pochowany na cmentarzu komunalnym w Jastrzębiu-Zdroju.